# Franz Anton Maichelbeck
Franz Anton Maichelbeck (Reichenau, 6 luglio 1702 – Friburgo in Brisgovia, 14 giugno 1750) è stato un organista e compositore tedesco.

## Biografia
Cresciuto a Reichenau con dodici fratelli, frequentò il liceo gesuita di Costanza, studiò teologia a Friburgo e il 27 settembre 1725 intraprese a Roma gli studi di musica sacra. Nel 1727-1728 fu nominato maestro di cappella della cattedrale di Friburgo, e in seguito ricoprì il medesimo ruolo presso la corte del principe vescovo Johann Franz Schenk von Stauffenberg ad Augusta. Ordinato sacerdote, fu anche organista e professore di lingua italiana all'università friburghese. Compositore minore, è ricordato in storia della musica come probabile vero ideatore nel 1736 della tecnica d'accompagnamento nota come basso albertino, il cui nome si deve però al suo principale divulgatore, l'italiano Domenico Alberti.